# کردکند
کردکند(به کردی: کورکەن، Kurken) روستایی از توابع بخش زیویه در شهرستان سقز است که در استان کردستان ایران قرار دارد.

## جمعیت
این روستا در دهستان گل‌تپه واقع شده و براساس سرشماری سال ۱۳۸۵، جمعیت آن ۲۹۲ نفر (۵۸ خانوار) بوده‌است.